# Blanc (olika betydelser)
Blanc är ett franskt efternamn, som burits av bland andra:
- Alberto Blanc (1835–1904), italiensk baron, diplomat och politiker
- Aldir Blanc (1946–2020), brasiliansk skribent och sångtextförfattare
- Charles Blanc (1813–1882), fransk konstskriftställare och kopparstickare
- Dominique Blanc (född 1956), fransk skådespelare
- J.B. Blanc (född 1969), fransk-brittisk skådespelare
- Johan von Blanc (1738–1796), fransk-svensk teaterledare, lindansare och krögare
- Jonny Blanc (1939–2011), svensk operasångare och teateradministratör
- Laurent Blanc (född 1965), fransk fotbollsspelare
- Louis Blanc (1811–1882), fransk politiker, historiker och skriftställare
- Madame de Blanc, förnamn okänt (aktiv 1786), skådespelare och lindansare i Sverige
- Magda Blanc (1879–1959), norsk skådespelare
- Marie Blanc (1833–1881), ägare och direktör för kasinot i Monaco
- Mel Blanc  (1908–1989), amerikansk röstskådespelare
- Tharald Blanc (1838–1921), norsk teaterhistoriker